# Virginia Woolf
Adeline Virginia Stephen, més coneguda com a Virginia Woolf (Londres, 25 de gener de 1882 – Lewes, 28 de març de 1941) fou una escriptora i editora anglesa. És considerada una de les figures més destacades del modernisme literari del segle xx.
Les novel·les L'habitació de Jacob (1922), Mrs. Dalloway (1925) —on queda palesa la influència de la psicologia de Sigmund Freud, tot expressant els sentiments dels personatges mitjançant imatges, metàfores i símbols—, i Al far (1927) van destacar per la seva gran originalitat, a banda del seu geni. Així mateix, cal remarcar les novel·les Els anys (1937) i Entre els actes (1941). També va ser una destacada defensora dels drets de la dona amb obres com Una cambra pròpia (1929), que inicialment va ser una conferència impartida per a públic exclusivament femení. Aquesta obra va ser un text discutit, execrat i reivindicat, però fundacional, sobre la dona i l'escriptura, i el feminisme literari anglosaxó. A més, va ser una de les primeres a fer reflexió sobre què és ser dona, quina i com és la identitat femenina i la relació d'aquesta amb l'art en general (literatura, pintura, etc.).
La seva tècnica de monòleg interior i el seu estil poètic es consideren com unes de les contribucions més importants de la novel·la moderna.
El 1962, l'escriptor britànic Edward Albee —qui va escriure l'obra de teatre Qui té por de Virginia Woolf?— va contribuir a fer famós el nom de l'escriptora, tot i que la història no té gaire a veure amb ella, ja que es tracta d'un drama matrimonial.

## Biografia
Va introduir-se en el món de la literatura gràcies al seu pare sir Leslie Stephen. Mai no va anar a escola, com sí que ho van fer els seus germans mascles; els estudis els va fer a casa seva.
Virginia Woolf va patir abusos sexuals durant la seva infància per part del seu germanastre, que era més gran que ella, cosa que la va dur, més endavant, a tenir certs problemes psíquics i que la va condicionar també a l'hora de mantenir relacions sexuals.
Woolf va fer els seus inicis en el periodisme literari, concretament en el suplement literari del The Times.
El 1912, quan tenia trenta anys, es va casar amb Leonard Woolf, i amb uns quants companys fundaren l'anomenat grup de Bloomsbury (anomenat així arran del lloc on era situada la casa de la parella). Juntament amb el seu marit, va fundar l'editorial Hogarth Press, que va donar a conèixer joves promeses de l'època que es van consagrar, com T. S. Eliot i K. Mansfield. Els valors del grup de Bloomsbury encoratjaven un enfocament liberal de la sexualitat.
El 1922, va conèixer l'escriptora i jardinera Vita Sackville-West, esposa de Harold Nicolson. Després d'un començament temptatiu, van iniciar una relació sexual que, segons Sackville-West, només es va consumar dues vegades.
Patí la malaltia psíquica anomenada trastorn bipolar i se suïcidà el 28 de març del 1941, al riu Ouse, ficant-se pedres dins les butxaques de l'abric. Aquesta desesperació queda ben reflectida a la pel·lícula Les hores, interpretada per Nicole Kidman.

## Sexualitat
El grup de Bloomsbury tenia opinions molt progressistes sobre la sexualitat i rebutjava l'austera rigorositat de la societat victoriana. La majoria dels seus membres eren homosexuals o bisexuals. Woolf va tenir diverses relacions amb dones, la més notableva ser amb Vita Sackville-West. Les dues dones van desenvolupar una connexió profunda; sens dubte, Vita va ser una de les poques persones de lavida adulta de Virgínia amb qui estava realment a prop.
| « | [Virginia Woolf] va dir a Ethel que només estimava realment tres persones: Leonard, Vanessa i jo, cosa que va molestar a Ethel però a mi em va agradar- Carta de Vita Sackville-West al marit Harold Nicolson, del 28 de setembre de 1939 | » |

Durant la seva relació, les dues dones van veure el cim de la seva carrera literària, amb la protagonista titular de l'aclamat Orlando de Woolf inspirada en Sackville-West. La parella van romandre amants durant una dècada i es van mantenir amics íntims durant la resta de la vida de Woolf. Woolf havia dit a Sackville-West que no li agradava el masclisme.
| « | A [Virginia Woolf] no li agrada la possessivitat i l'amor per la dominació dels homes. De fet, no li agrada la qualitat del masclisme; diu que les dones estimulen la seva imaginació, per la seva gràcia i el seu art de la vida - Diari de Vita Sackville-West, del 26 de setembre de 1928 | » |

Entre les seves altres relacions notables hi havia les de Sibyl Colefax, Lady Ottoline Morrell i Mary Hutchinson. Alguns suposen que podia haver-se enamorat de Madge Symonds, la dona d'un dels seus oncles. Madge Symonds va ser descrita com un dels primers amors de Woolf al diari de Sackville-West. També es va enamorar de Violet Dickinson, tot i que hi ha certa confusió sobre si les dues van consumar la seva relació.
Pel que fa a les relacions amb els homes, Woolf era contrària al sexe amb ells, culpant dels abusos sexuals perpetrats sobre ella i la seva germana pels seus germanastres quan eren nens i adolescents. Aquesta és una de les raons per les quals va rebutjar inicialment les propostes de matrimoni del seu futur marit, Leonard. Fins i tot va arribar a dir-li que no l'atreia, però que sí que l'estimava i finalment va acceptar casar-se. Woolf preferia les amants femenines als amants masculins, en la seva major part, per la seva aversió al sexe amb homes. Aquesta aversió a les relacions amb els homes va influir en la seva escriptura, especialment quan considerava els seus abusos sexuals quan era petita.
| « | De vegades penso que si em casava amb tu, podria tenir-ho tot— i llavors, és el costat sexual que s'interposa entre nosaltres? Com et vaig dir brutalment l'altre dia, no sento cap atracció física en tu. - Carta de Virgínia a Leonard de l'1 de maig de 1912 | » |

Leonard es va convertir en l'amor de la seva vida i, tot i que la seva relació sexual era qüestionable, es van estimar profundament i van formar un matrimoni fort i solidari que va portar a la formació de la seva editorial, així com de diversos dels seus escrits. Cap dels dos va ser fidel a l'altre sexualment, però van ser fidels en el seu amor i respecte mútuament.

## En la cultura popular

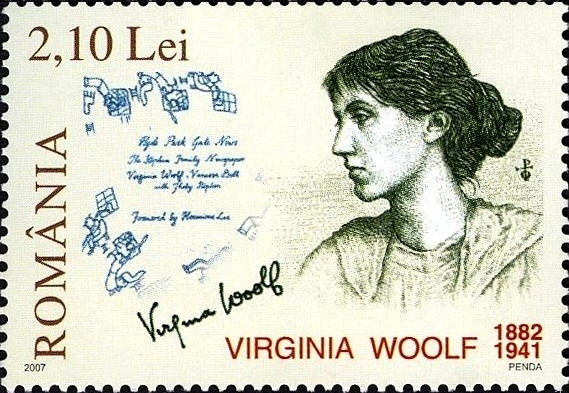
Virginia Woolf al segell de correus romanès de 2007

- Qui té por de Virginia Woolf? és una obra de teatre de 1962 d'Edward Albee. Examina l'estructura del matrimoni d'una parella acadèmica estatunidenca de mitjana edat, Martha i George. Mike Nichols va dirigir una versió cinematogràfica el 1966, protagonitzada per Elizabeth Taylor i Richard Burton. Taylor va guanyar l'Acadèmia de 1966 a la millor actriu pel paper.
- Me! I'm Afraid of Virginia Woolf, una obra de televisió del 1978, fa referència al títol de l'obra d'Edward Albee i compta amb una professora de literatura anglesa que té un pòster d'ella. Va ser escrit per Alan Bennett i dirigit per Stephen Frears.
- L'obra d'art The Dinner Party (1979) inclou un ambient per a Woolf.[20]
- La prova de Bechdel, una mesura de la representació de les dones a la ficció, es va publicar per primera vegada al còmic de 1985 Dykes to Watch Out For, atribuït per l'autora, Alison Bechdel a l'amiga Liz Wallace i als escrits de Virginia Woolf. Després que la prova es va parlar més àmpliament als anys 2000, van sorgir una sèrie de variants i proves inspirades en ella.
- L'àlbum Rites of Passage del duo de folk rock estatunidenc Indigo Girls, publicat el 12 de maig de 1992, conté la cançó "Virginia Woolf" escrita per Emily Saliers.
- L'àlbum de 1996 Poetic Justice, del músic britànic Steve Harley, conté un homenatge a Woolf, concretament la seva novel·la més aventurera, en el seu tema de cloenda: "Riding the Waves (for Virginia Woolf)".
- La novel·la The Hours de Michael Cunningham, guanyadora del premi Pulitzer el 1998, es va centrar en tres generacions de dones afectades per la novel·la de Woolf Mrs. Dalloway. El 2002, es va estrenar una versió cinematogràfica de la novel·la, protagonitzada per Nicole Kidman com Woolf. Kidman va guanyar l'Oscar 2003 per la seva interpretació. El 2022, una òpera de The Hours del compositor Kevin Puts i el llibretista Greg Pierce es va estrenar al Metropolitan Opera amb gran èxit.
- La novel·la de Susan Sellers Vanessa and Virginia (2008) explora l'estreta relació de germans entre Woolf i la seva germana, Vanessa Bell. Va ser adaptat per a l'escenari per Elizabeth Wright el 2010 i interpretat per primera vegada per Moving Stories Theatre Company.
- What the Water Gave Me, una cançó del 2011 de la banda Florence and The Machine, es va inspirar en el suïcidi de Woolf.
- La novel·la de 2014 de Priya Parmar Vanessa and Her Sister, també va examinar la relació de les germanes Stephen durant els primers anys de la seva associació amb el que es va conèixer com el Grup de Bloomsbury.[21]
- Una exposició sobre Virginia Woolf es va fer a la National Portrait Gallery de juliol a octubre de 2014.[22]
- A la novel·la de 2014 The House at the End of Hope Street[23] Woolf apareix com una de les dones que ha viscut a la casa titular.
- Virginia és interpretada per Lydia Leonard i Catherine McCormack a la sèrie dramàtica de tres parts de la BBC Life in Squares (2015).[24]
- El 25 de gener de 2018, Google va mostrar un doodle de Google celebrant el seu 136è aniversari.[25]
- A moltes botigues de Barnes & Noble, Woolf apareix als panells murals d'autor de Gary Kelly, una empremta de la marca Barnes & Noble Author que també inclou altres autors notables com Hurston, Tagore i Kafka.
- La pel·lícula del 2018 Vita and Virginia descriu la relació entre Vita Sackville-West i Woolf, interpretades per Gemma Arterton i Elizabeth Debicki respectivament.
- La novel·la Trio del 2020 de William Boyd segueix la vida d'Elfrida Wing, una escriptora alcohòlica interessada en el suïcidi de Woolf.
- A la sitcom australiana, Kat&Kim, Kath interpreta el paper de Virginia a la producció musical de Fountain Lakes Players que celebra la vida de Virginia Woolf.

## Obres
Un resum de les obres literàries traduïdes al català està publicat aquí Arxivat 2015-02-12 a Wayback Machine.:

### Novel·la
- The Voyage Out (1915).
- Night and Day (1919).
- Jacob's Room (1922).
- Mrs Dalloway (1925). Traducció (1930) de C.A. Jordana, Mrs. Dalloway.[27]
- To the Lighthouse (1927), traducció (1984) d'Helena Valentí, Al far.[28]
- Orlando: A Biography (1928), considerada una novel·la inspirada en la vida de Vita Sackville-West. Traducció de Maria-Antònia Oliver, Orlando (1985), a Clàssics Moderns.[29]
- The Waves (1931). Traducció de Maria-Antònia Oliver, Les ones.[30]
- Flush: A Biography (1933). Barreja de ficció i no-ficció en una imaginativa biografia del gos d'Elizabeth Barrett Browning. Un monòleg interior des del punt de vista d'un gos. No és una biografia en el sentit estricte, un llibre al qual Virginia Woolf va posar de subtítol una biografia. Traducció de R. Cardús, Flush.[31]
- The Years (1937). Traducció de Maria-Antònia Oliver, Els anys.[32]

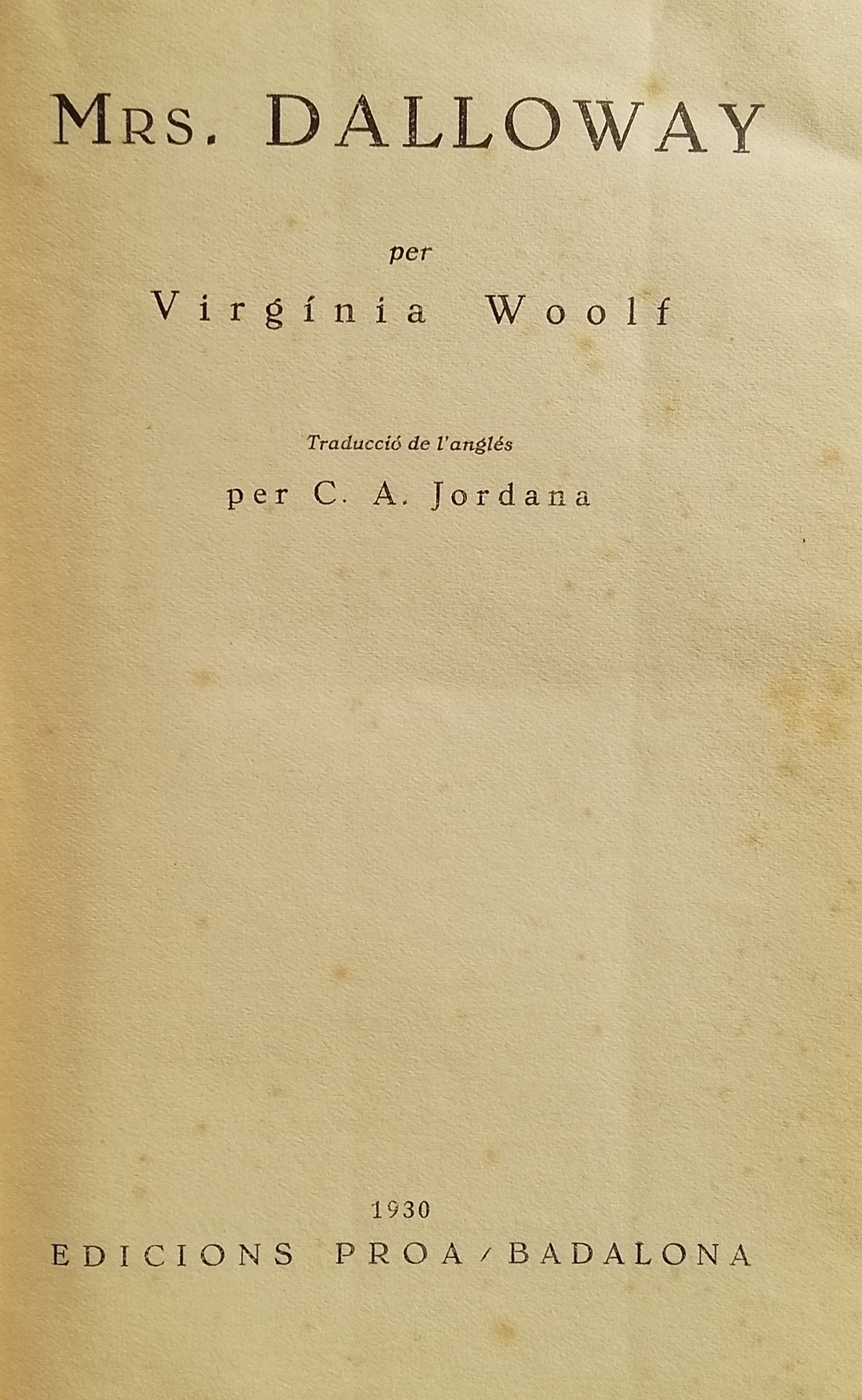
Mrs Dalloway en la traducció catalana publicada a Badalona l'any 1930

- Mrs Dalloway en la traducció catalana publicada a Badalona l'any 1930Between the Acts (1941), traducció de Marta Pera, Entre els actes.[33]

### Contes
- Kew Gardens (1919).
- Monday or Tuesday (1921).
- The New Dress (1924).
- The Legacy (1943).
- A Haunted House and Other Short Stories (1944), traduït com La casa encantada, fou publicada el 1983 per l'editorial Lumen.
- The Complete Shorter Fiction (1985). En aquest recull de contes es va publicar per primera vegada el relat Phyllis and Rosamond.
- Nurse Lugton's Curtain, traducció de Núria Font i Ferrer, La cortina de la mainadera.[34]

### Llibres de no ficció
- Modern Fiction (1919).
- The Common Reader (1925). Traduït al castellà per l'Editorial Lumen el 2009, ISBN 978-84-264-1699-5.
- A Room of One's Own (1929). Traduït com a Una cambra pròpia[35]
- On Being Ill (1930).
- The London Scene (1931).
- The Common Reader: Second Series (1932).
- Three Guineas (1938), una volta de rosca més en l'obra de Virginia Woolf respecte a l'emancipació de les dones i els valors que ens poden conduir a la llibertat i a la pau. Traducció i pròleg de Marta Pessarodona, Tres guinees.[36]
- Roger Fry: A Biography (1940). Considerada de no-ficció; això no obstant, s'adverteix que «l'habilitat novel·lística [de Woolf] va jugar en contra del seu talent com a biògrafa, perquè les seves observacions impressionistes no encaixaven amb la necessitat simultània de reunir una multitud de fets».[a][37]
- The Death of the Moth and Other Essays (1942).
- The Moment and Other Essays (1947).
- The Captain's Death Bed And Other Essays (1950).
- Granite and Rainbow (1958).
- Books and Portraits (1978).
- Women And Writing (1979). Traducció de Jordi Ainaud, redacció Jordi Llovet, Dones i literatura: assaigs de crítica literària.[38]
- Collected Essays (4 volums).